# 오카다 다카히로
오카다 다카히로(일본어: 岡田 貴弘, 1988년 2월 9일 ~ )는 일본의 프로 야구 선수이며, 현재 퍼시픽 리그인 오릭스 버펄로스의 소속 선수(외야수)이다.
2010년부터의 등록명은 ‘T-오카다’(일본어: T-岡田).

## 인물

### 프로 입단 전
오사카부 스이타시 출신으로 중학생 시절 보이즈 리그에 소속되어 특히 연습 경기에서는 와카타케 류지로부터 장외 홈런을 때려냈는데 그 홈런은 비거리가 140m 정도의 거대한 높이였다. 3학년이 되면서 같은 학년인 히라타 료스케와 함께 진로를 놓고 세간의 주목받았다.
고등학교는 집에서 가장 가깝다는 이유로 리세이샤 고등학교에 진학, 1학년 여름부터 4번 타자의 자리를 차지해 팀의 중심타자로 활약했다. 1학년 때인 추계 오사카 대회에서는 긴키 대학 부속고등학교의 쓰루 나오토로부터 백 스크린을 향해 홈런을 때려냈다. 2학년 여름에 열린 오사카 대회에서도 두 경기에 걸쳐 5타석 연속 고의 사구를 기록하는 등 5경기 연속으로 5개의 홈런을 날렸다. 그 후 추계 긴키 대회에서 팀은 8강에 진입했지만 제77회 선발 고등학교 야구 대회에는 선수로 발탁되지 않았다. 3학년 여름에 열린 오사카 대회에서 히라타 료스케, 쓰지우치 다카노부, 나카타 쇼 등이 소속된 오사카도인 고등학교와의 준결승전에서 나카타 쇼로부터 9회초에 백 스크린을 향해 3점 홈런을 기록했지만 팀은 패했다.
고시엔 대회의 출전 경력은 없었지만 고교 통산 55홈런을 기록해 55라는 숫자나 헤드 스피드가 약 150 km/h에 달한다고 하는 호쾌한 스윙, 풍족한 체격으로부터 마쓰이 히데키의 애칭인 ‘고질라’를 닮아 있어 ‘나니와의 고질라’(浪速のゴジラ)라는 애칭이 언론에서는 이렇게 불리게 되었다. 또 앞에서 말한 히라타, 쓰지우치, 쓰루 등을 통틀어 ‘나니와의 사천왕’(浪速の四天王) 이라고 불리었다.
2005년 프로 야구 고교생 드래프트에서 쓰지우치 다카노부의 교섭권을 놓친 오릭스 버펄로스로부터 낙첨 1순위로 지명을 받아 입단해 등번호는 본인의 요청으로 55번을 배정받았다.

### 프로 입단 후

#### 2006년
이듬해 2006년 시즌 후반에 1군으로 승격하면서 데뷔 첫 안타를 기록, 2군에서 외야수로 등록되었지만 주로 1루수로서 리그 경기 전체 88경기 중 기다 고와 대등한 리그 2위인 82경기에 거의 선발 멤버로 출장했다. 2군에서의 시즌 성적은 타율 2할 4푼 5리, 5홈런, 팀내 3위인 27타점, 모두 리그 2위의 73안타와 4개의 3루타를 기록하는 등 고졸 신인 야수로서는 비교적 우수한 성적을 남겼지만 한편으로는 리그 최하 성적인 75개 삼진을 기록하는 것과 리그 최다인 11개의 실책을 기록하는 등 수비면에서의 엉성함도 눈에 띄었다.

#### 2007년
시미즈 다카유키를 참고로 한 ‘한발타법’(一本足打法)으로부터 확실성이 올라간다는 이유로 ‘시계추타법’(すり足打法)이라는 폼을 개조했다. 기요하라 가즈히로의 후계자로서 주목을 받아 시범 경기에서 홈런을 날리는 등 좋은 성적을 거두었지만 개막은 2군에서 시작했다. 시즌 초반에는 극도의 부진에 빠지면서 한때는 선발 엔트리에서 제외되기는 했지만 여름 이후 서서히 본래의 모습을 되찾았다. 베이징 올림픽 야구 일본 국가 대표팀에 소집돼 팀의 주축으로서 팀에 기여했다. 귀국 후에도 타격 호조를 유지해 시즌 종반에는 1군 승격도 기대되었지만 2군 최종전이 끝난 직후 연습 중에 볼을 밟아 왼쪽 발목에 부상을 당하는 등 그대로 시즌을 마쳤다.
최종적으로 2군에서는 68경기에 출장해 8개의 2루타, 3개의 3루타, 4홈런을 기록해 타율도 작년보다 올랐지만 스에나가 마사후미와 함께 2년 연속 리그 최하인 69개의 삼진을 기록했다. 수비면에서는 외야수로서의 실책 1개, 1루수로서는 무실책을 기록하는 등 안정된 모습을 볼 수 있었다. 시즌 후에 있은 교육 리그에서는 부상이 완치되고 있지 않는 상태에도 불구하고 팀내 가장 높은 성적이자 리그에서도 2위 타이 기록이 되는 4개의 홈런을 기록했고, 이후의 추계 캠프에서는 KBO 리그팀인 SK 와이번스와의 연습 경기에서도 홈런을 때려냈다.

#### 2008년
그 해 1월 이치로와 합동 트레이닝을 실시했을 때 이치로는 곧바로 “오카다가 장래의 4번 후보”인 것을 간파해 “로베르토 페타지니와 같다”라고 평가했다. 같은 해 2군에서는 팀 최다이자 리그 2위인 83경기에 출전하여 리그 최다 기록인 19개의 2루타(아라이 료타와 동률)를 기록해 공동 3위인 32개의 볼넷을 기록하는 한편 3년 연속이 되는 리그 최하인 71개의 삼진을 기록하여 타율도 2할 1푼 6리에 머물렀다. 수비에서는 1루수로서 리그 최다인 5개의 실책, 외야수로서도 36경기에서의 모리야마 마코토(외야수로서의 출전은 5경기)에 다음으로 낮은 수비율을 기록했다.

#### 2009년
이듬해 내야수로 등록이 되면서 2군에서의 성적은 타율 2할 9푼 5리, 21홈런, 59타점의 성적으로 웨스턴 리그 홈런왕과 타점왕 타이틀을 동시에 석권하였을 뿐만 아니라 최고 장타율도 기록했다. 삼진은 2위인 71개, 실책은 1루수로서의 7개였다. 또 알렉스 카브레라의 부상에 의해 교류전에서는 1군에 발탁되어 3년 만에 1군 경기에서의 출전을 했지만 뚜렷한 결과를 남기지 못한 채 다시 2군으로 격하되었다. 그러나 두 번째의 1군 승격이 되는 8월 14일의 후쿠오카 소프트뱅크 호크스전에서의 데뷔 후 처음으로 홈런을 달성한 것을 계기로 최종적으로 7개의 홈런을 때려냈다. 이후 최종전까지 1군에 머물면서 타율이야말로 2할대 밑으로 떨어졌지만 안타 개수의 3분의 1이 홈런을 기록해 다음 시즌의 인기 급상승 조짐을 보여줬다.
시즌 종료 후 오릭스의 감독으로 취임한 오카다 아키노부가 대포(大砲) 후보로서의 기대와 같은 성씨를 가진 것에 대해 ‘까다롭다’라는 이유로 등록명 변경을 제안했다. 10월 18일에는 구단 홈페이지와 휴대용 사이트에서 오릭스팬들을 상대로 앙케이트를 실시해 약 7,000여통의 응모한 것 중에서 감독과 상의한 끝에 ‘T-오카다’(T-岡田)로 결정, 11월 29일의 팬 감사 데이에서 공식 발표를 했다. 등록명의 ‘T’는 아래의 이름 ‘TAKAHIRO’(다카히로)의 머릿 글자인 티란노사우르스의 학명의 약표기 ‘T.rex’에 유래되었다. 한편 이 앙케이트에는 ‘고리 오카다’(ゴリ岡田)와 ‘이지리 오카다’ 등의 명명도 있었다.

#### 2010년
시범 경기에서는 3할 2푼 4리의 타격 성적을 기록해 6번·1루수로서 개막전 선발 명단에 올랐다. 그러나 3월 31일의 닛폰햄전에서 9회에 역전 3런 홈런을 때려냈지만 타율이 좀처럼 오르지 않았고 작년과 마찬가지로 부상 악재에 시달리고 있는 카브레라를 대신해 4번타자의 자리를 차지하였고 5월 중순에는 쇼다 고조 타격 코치의 조언으로 ‘장타력을 추구하는 것이 아니라 확실성이라고 하는 것’이라는 노스텝 타법으로 변경했다. 문자 그대로 오른쪽 다리를 올리면서 하지 않고 위치를 전혀 움직이지 않는 완전한 노스텝이 된다. 5월 12일의 도쿄 야쿠르트 스왈로스전에서는 왼쪽 발목부상을 당하면서 다음날에 등록이 말소되었지만 자신은 전력에서 이탈한 지 며칠 뒤에 카브레라도 부상당해 5월 23일의 요미우리 자이언츠전에서 복귀, 프로 데뷔 후 처음으로 4번 타자로 출전했다. 이 경기에서 선제 적시타인 3점 홈런을 때려내 합계인 4타점을 기록했다. 타격폼의 변경으로 인해 6월에 들어가면서 타율도 급상승하는 등 경이적인 페이스로 홈런을 양산하기 시작했다.
6월 2일의 주니치 드래건스전에서는 10회말에 곤고 히로키로부터 데뷔 후 처음으로 끝내기 3점 홈런을 때려내 7점차로 뒤져 있는 상황에서 팀이 역전승을 하는 결정적인 역할을 했다. 교류전에서는 타율 3할 1푼 3리, 6홈런, 26타점을 기록하여 처음으로 교류전 MVP를 수상했고 그 후 올스타전에서도 데뷔 후 처음으로 출전했다. 올스타전 제2차전에서는 1990년의 기요하라 가즈히로(22세 11개월) 다음으로 퍼시픽 리그 최연소 4번 타자(22세 5개월)로서의 선발 출전 기록을 세웠고 7월에는 타율 3할 3푼 3리, 9홈런, 21타점을 기록한 공로로 월간 MVP를 수상했다.
8월 3일과 8월 5일의 사이타마 세이부 라이온스전에서는 1경기 2개 홈런을 두 차례 기록하여 28호에 도달하였는데도 갑작스런 부진에 시달렸다. 홈런도 15경기가 지나도록 나오지 않고 있었지만 8월 23일의 지바 롯데 마린스전에서 1경기 2홈런을 날리는 등 시즌 직전의 목표로 내걸었던 30홈런을 달성했다. 9월 8일의 역시 지바 롯데전에서는 와타나베 슌스케로부터 2루타를 때려내 2루로 뛰어든 순간 근육 통증을 일으키며 전치 6주의 진단을 받았지만 8일 뒤인 9월 16일의 세이부전에서 8회말 2사 만루 상황에서 대타로 출전, 알렉스 그라만으로부터 데뷔 후 처음이 되는 만루 홈런을 기록해 팀으로서는 대타 만루 홈런 기록은 2001년의 후지이 야스오가 기록한 이후 9년 만의 기록이었다.
최종적으로 33홈런(그 해 퍼시픽 리그에서 30홈런 이상을 기록한 것은 T-오카다가 유일하다)을 기록하면서 오 사다하루 이후 48년 만이 되는 22세에 홈런왕 타이틀을 석권했다. 그리고 홈런왕이 된 그 해에 대타 만루 홈런을 기록한 것은 1955년의 나카니시 후토시(니시테쓰 라이온스)에 뒤를 이은 사상 두 번째의 기록이고 타점에서도 22세에 90타점 이상을 기록한 것은 2004년의 나카지마 히로유키(세이부 라이온스)의 다음이 되는 6년 만의 일이다.

#### 2011년
개막전에서 4번을 맡았고 작년과 마찬가지로 팀내 주포로서의 활약이 기대되었다. 그러나 그 해에는 호조와 난조를 반복하여 고토 미쓰타카, 이승엽, 프란시스코 카라바이요에게 4번 타자의 자리를 양보하면서 타순이 6번으로 떨어지거나 선발에서 제외되는 경기도 있었다. 팬 투표를 통해 2년 연속으로 올스타전에 출전해 3차전에서는 올스타전에서는 처음으로 홈런을 때려내는 것과 3안타를 기록하는 등의 활약으로 감투상을 수상했다.
후반기에서는 컨디션이 오르지 않았고 8월 16일의 소프트뱅크전에서는 기대 이하의 활약으로 오카다 감독으로부터의 신뢰를 얻지 못한 채 2군으로 내려가기도 했다. 최종적으로는 134경기에 출전하면서 리그 4위이자 팀내 최다인 85타점을 기록했지만 홈런 개수는 전년도와 거의 절반 이하로 떨어진 16개에만 그쳤다. 같은 해 시즌 종료 후 메이저 리그에 진출하겠다고 밝힌 다르빗슈 유로부터 처음으로 홈런을 기록했다.

#### 2012년
이대호의 입단에 의해 개막전에서는 6번 타자로 선발 출전했다. 시범 경기에서는 부진에 시달렸지만 지금까지의 대명사였던 노스텝 타법에서 ‘노스트라이드 타법’으로 변경하여 개막 이후부터 높은 타율을 유지하는 등 4월 12일의 지바 롯데전에서는 개막 11경기째에 12개 구단에서 가장 늦은 팀내 제1호 홈런을 때려냈다. 그러나 4월 26일의 라쿠텐전에서 안타를 날렸을 때 왼쪽 넓적다리 부분에 근육 통증을 일으켜 1군 등록이 말소되었다. 완전하지 않은 상태이면서도 교류전으로부터 대타로서 1군에 합류하였지만 5월 20일의 야쿠르트전에서는 대타로 출전해 결승점이 되는 내야 땅볼을 때렸을 때 왼쪽 넓적다리 부분에 통증이 재발하여 다시 1군 등록이 말소되는 등 본격적인 전력 복귀는 6월 26일까지 보류되었다.
1군에 복귀한 이후에도 3할 대가 넘는 타율과 8월 한 달간 6개의 홈런을 때려내는 등의 호조를 유지하고 있었지만 종반에는 27타석 연속 무안타를 기록하는 등 무너지는 모습도 보였다. 최종적으로 103경기에 출전하여 규정 타석을 채우지는 못하고 홈런 10개, 56타점에 머물었지만 타율은 재작년 수준의 2할 8푼, 득점권 타율은 3할 8푼 1리로 나름대로의 성적을 남겼다. 우완 투수와 상대할 때는 3할 4푼의 타율을 남긴 반면에 좌완 투수와의 대결에서 2할 3푼 7리라는 부진한 성적을 기록했다.

## 상세 정보

### 출신 학교
- 리세이샤 고등학교

### 선수 경력
- 오릭스 버펄로스(2006년 ~ )

### 수상·타이틀 경력

#### 타이틀
- 홈런왕 : 1회(2010년)

#### 수상
- 센트럴·퍼시픽 교류전 MVP : 1회(2010년)
- 월간 MVP : 1회(2010년 7월)
- 베스트 나인 : 1회(2010년) ※외야수 부문
- 골든 글러브상 : 1회(2014년) ※1루수 부문
- 올스타전 감투 선수상 : 1회(2011년 3차전)

### 개인 기록

#### 첫 기록
- 첫 출장 : 2006년 8월 10일, 대 세이부 라이온스 15차전(교세라 돔 오사카), 6회초에 우익수로서 출장
- 첫 타석 : 상동, 7회말에 마쓰나가 히로노리의 앞에서 삼진
- 첫 선발 출장 : 2006년 8월 15일, 대 지바 롯데 마린스 14차전(지바 마린 스타디움), 8번·1루수로서 출장, 2타수 무안타
- 첫 안타 : 2006년 8월 18일, 대 도호쿠 라쿠텐 골든이글스 14차전(스카이마크 스타디움), 6회말에 야마무라 히로키로부터 좌전안타
- 첫 타점 : 2009년 5월 20일, 대 히로시마 도요 카프 2차전(교세라 돔 오사카), 8회말에 하야시 마사키로부터 중전 적시타
- 첫 홈런 : 2009년 8월 14일, 대 후쿠오카 소프트뱅크 호크스 15차전(스카이마크 스타디움), 5회말에 저스틴 저마노로부터 좌중간에 3점 홈런
- 첫 도루 : 2011년 4월 13일, 대 후쿠오카 소프트뱅크 호크스 2차전(교세라 돔 오사카), 6회말에 2루 안착(투수 : D. J. 홀튼, 포수 : 호소카와 도루)

#### 통산 기록
- 통산 100 홈런: 2015년 6월 10일, 대 도쿄 야쿠르트 스왈로스 2차전(교세라 돔 오사카), 7회말에 아라카키 나기사로부터 상대로 2점 홈런 ※역대 274번째
- 통산 150 홈런: 2017년 8월 26일, 대 사이타마 세이부 라이온스 19차전(메트라이프 돔), 1회초에 다와타 신사부로로부터 솔로 홈런 ※사상 165번째
- 통산 1000경기 출장: 2018년 5월 6일. 대 후쿠오카 소프트뱅크 호크스 9차전(후쿠오카 돔), 5번 1루수로 선발 출장 ※사상 490번째
- 통산 1000 안타: 2019년 5월 8일, 대 홋카이도 닛폰햄 파이터스 7차전(삿포로 돔), 5회 초 가네코 지히로로부터 우전 안타 ※역대 296번째

#### 기타
- 올스타전 출장 : 3회(2010년, 2011년, 2017년)

### 등번호
- 55(2006년 ~ )

### 연도별 타격 성적
| 연 도      | 소 속      | 경 기 | 타 석 | 타 수 | 득 점 | 안 타 | 2 루 타 | 3 루 타 | 홈 런 | 루 타 | 타 점 | 도 루 | 도 루 자 | 희 생 번 | 희 생 플 | 볼 넷 | 고 4 | 사 구 | 삼 진 | 병 살 타 | 타 율 | 출 루 율 | 장 타 율 | O P S |
| ---------- | ---------- | ----- | ----- | ----- | ----- | ----- | ------- | ------- | ----- | ----- | ----- | ----- | -------- | -------- | -------- | ----- | ---- | ----- | ----- | -------- | ----- | -------- | -------- | ----- |
| 2006년     | 오릭스     | 3     | 6     | 6     | 0     | 1     | 0       | 0       | 0     | 1     | 0     | 0     | 0        | 0        | 0        | 0     | 0    | 0     | 3     | 0        | .167  | .167     | .167     | .333  |
| 2009년     | 오릭스     | 43    | 157   | 139   | 18    | 22    | 2       | 0       | 7     | 45    | 13    | 0     | 1        | 1        | 0        | 13    | 0    | 4     | 59    | 4        | .158  | .250     | .324     | .574  |
| 2010년     | 오릭스     | 129   | 520   | 461   | 70    | 131   | 31      | 2       | 33    | 265   | 96    | 0     | 0        | 0        | 4        | 49    | 1    | 6     | 136   | 11       | .284  | .358     | .575     | .933  |
| 2011년     | 오릭스     | 134   | 550   | 492   | 61    | 128   | 26      | 0       | 16    | 202   | 85    | 4     | 0        | 0        | 4        | 39    | 1    | 15    | 116   | 10       | .260  | .331     | .411     | .741  |
| 2012년     | 오릭스     | 103   | 404   | 378   | 46    | 106   | 22      | 0       | 10    | 158   | 56    | 4     | 3        | 0        | 0        | 22    | 1    | 4     | 81    | 5        | .280  | .327     | .418     | .745  |
| 2013년     | 오릭스     | 58    | 207   | 189   | 17    | 42    | 10      | 1       | 4     | 66    | 18    | 2     | 1        | 0        | 2        | 15    | 1    | 1     | 42    | 6        | .222  | .280     | .349     | .629  |
| 2014년     | 오릭스     | 130   | 533   | 472   | 67    | 127   | 28      | 0       | 24    | 227   | 75    | 4     | 4        | 5        | 2        | 37    | 4    | 17    | 107   | 10       | .269  | .343     | .481     | .824  |
| 2015년     | 105        | 416   | 389   | 44    | 109   | 19    | 2       | 11      | 165   | 51    | 2     | 0     | 0        | 4        | 17       | 0     | 6    | 80    | 9     | .280     | .317  | .424     | .741     |       |
| 2016년     | 123        | 513   | 454   | 56    | 129   | 25    | 0       | 20      | 214   | 76    | 5     | 1     | 0        | 5        | 47       | 5     | 7    | 105   | 12    | .284     | .357  | .471     | .828     |       |
| 2017년     | 143        | 593   | 504   | 77    | 134   | 19    | 0       | 31      | 246   | 68    | 2     | 1     | 0        | 1        | 83       | 1     | 5    | 141   | 10    | .266     | .374  | .488     | .862     |       |
| 2018년     | 97         | 333   | 298   | 31    | 67    | 11    | 0       | 13      | 117   | 43    | 2     | 2     | 0        | 2        | 31       | 5     | 2    | 82    | 9     | .225     | .300  | .393     | .696     |       |
| 2019년     | 20         | 56    | 50    | 4     | 6     | 0     | 0       | 1       | 9     | 2     | 0     | 0     | 0        | 0        | 6        | 0     | 0    | 19    | 3     | .120     | .214  | .180     | .394     |       |
| 통산：11년 | 통산：11년 | 1088  | 4288  | 3832  | 491   | 1002  | 193     | 5       | 170   | 1715  | 583   | 25    | 13       | 6        | 24       | 359   | 19   | 67    | 971   | 89       | .261  | .333     | .448     | .781  |

- 2019년 기준. 굵은 글씨는 시즌 최고 성적.
- 2007년, 2008년은 1군 출장 없음.

### 연도별 수비 성적
| 연도 | 1루  | 1루  | 1루  | 1루  | 1루  | 1루    | 외야 | 외야 | 외야 | 외야 | 외야 | 외야   |      |
| 연도 | 경기 | 척살 | 보살 | 실책 | 병살 | 수비율 | 경기 | 척살 | 보살 | 실책 | 병살 | 수비율 |      |
| ---- | ---- | ---- | ---- | ---- | ---- | ------ | ---- | ---- | ---- | ---- | ---- | ------ | ---- |
| 2006 | 2    | 20   | 1    | 0    | 2    | 1.000  | 1    | 2    | 0    | 0    | 0    | 1.000  |      |
| 2009 | 27   | 192  | 17   | 2    | 16   | .991   | 19   | 26   | 1    | 0    | 0    | 1.000  |      |
| 2010 | 43   | 238  | 10   | 2    | 14   | .992   | 96   | 168  | 4    | 4    | 1    | .977   |      |
| 2011 | 70   | 284  | 18   | 3    | 19   | .990   | 110  | 196  | 4    | 4    | 1    | .980   |      |
| 2012 | 41   | 134  | 9    | 2    | 6    | .986   | 82   | 164  | 6    | 2    | 1    | .988   |      |
| 2013 | 21   | 185  | 13   | 1    | 19   | .995   | 2    | 4    | 0    | 0    | 0    | 1.000  |      |
| 2014 | 123  | 955  | 86   | 6    | 85   | .994   | 18   | 18   | 0    | 1    | 0    | .947   |      |
| 2015 | 29   | 126  | 5    | 6    | 13   | .956   | 80   | 138  | 6    | 3    | 0    | .980   |      |
| 2016 | 60   | 416  | 25   | 3    | 29   | .993   | 74   | 129  | 2    | 2    | 0    | .985   |      |
| 2017 | 54   | 266  | 15   | 1    | 25   | .996   | 116  | 186  | 3    | 3    | 0    | .984   |      |
| 2018 | 57   | 375  | 20   | 3    | 31   | .992   | 43   | 60   | 1    | 0    | 0    | 1.000  |      |
| 2019 | 12   | 90   | 6    | 2    | 6    | .980   | -    | -    | -    | -    | -    | -      |      |
| 통산 | 통산 | 539  | 3281 | 225  | 31   | 265    | .991 | 641  | 1091 | 27   | 19   | 3      | .983 |

- 2019년 기준.